# Siemiendier
Siemiendier – osiedle typu miejskiego w Rosji, w Dagestanie. W 2010 roku liczyło 13 677 mieszkańców.